# Ludwigshof (Ranis)
Ludwigshof ist ein Ortsteil der Stadt Ranis im Saale-Orla-Kreis in Thüringen.

## Geografie
An der Kreisstraße 516 und am Abzweig der Straße nach Wernburg liegt östlich das Gelände zum Anwesen des ehemaligen Rittergutes Ludwigshof im kupierten Umfeld seiner Flur. Verkehrsmäßig ist die Anbindung zur Bundesstraße 281 und somit an die Bundesautobahn 9 mit Anschluss bei Triptis gegeben. Der nächste Bahnhof befindet sich in Pößneck.

## Geschichte
Ludwigshof wurde bis 1846 als Vorwerk und Schäferei Ruppitz genannt und ist am 30. September 1381 erstmals urkundlich erwähnt worden. Ludwig Franz von Breitenbauch ließ die Vorburg der Burg Ranis abreißen und das Vorwerk Ruppitz zu einem modernen Gutshof umbauen, mit italienisch geprägtem Gutshaus und oben befahrbaren Scheunen.
Das Rittergut war bis zur Bodenreform in Besitz der Familie von Breitenbuch und betrieb Herdbuch-Fleckviehzucht. 1947 wurde die Melkerschule von Jena Zwätzen nach Ludwigshof in das Landesgut mit Landesanstalt für Tierzucht verlegt. Im Jahre 1952 wurde die Landesanstalt als Forschungsstelle und Fachschule für Tierzucht dem Rat des Bezirkes Gera zugeordnet, das nunmehrige Volksgut 1963 der Vereinigung Volkseigener Güter Tierzucht. Ab 1969 wurde das Gut durch die Kooperationsgemeinschaft Orlatal mit Sitz in Oppurg bewirtschaftet, später von der Agrar-Industrie-Vereinigung (AIV) Neustadt (Orla).

## Ludwigshof heute
Seit 1990 ist das Gut Sitz der Agrargenossenschaft Ludwigshof mit dem Gestüt Ludwigshof. Die Agrargenossenschaft hat 120 Mitarbeiter und 267 Gesellschafter. Der Betrieb liegt nach wie vor im Zechsteinriff der Orlasenke und besitzt eine lange Tradition. Er baut Arzneipflanzen mit an und besitzt 1.073 Milchkühe und bewältigt weitere Aufgaben.